# لاري إيوينغ
لاري إيوينغ (بالإنجليزية: Larry Ewing)‏ هو مهندس وعالم حاسوب أمريكي، ولد في 3 أبريل 1978.